# Coreodrassus
Coreodrassus Paik, 1984 è un genere di ragni appartenente alla famiglia Gnaphosidae.

## Distribuzione
Le 3 specie note di questo genere sono diffuse in Kazakistan, in Giappone, in Cina, e in Corea: le specie dall'areale più vasto è la C. lancearius rinvenuta in tutte e quattro le nazioni succitate.

## Tassonomia
Le caratteristiche di questo genere sono state descritte dallo studio degli esemplari tipo di Coreodrassus coreanus effettuato dall'aracnologo Paik nel 1984.
Non sono stati esaminati esemplari di questo genere dal 2013.
Attualmente, a maggio 2015, si compone di 3 specie:
- Coreodrassus forficalus Zhang & Zhu, 2008 — Cina
- Coreodrassus lancearius (Simon, 1893)[2] — Kazakistan, Cina, Giappone, Corea
- Coreodrassus semidesertus Ponomarev & Tsvetkov, 2006 — Kazakistan

### Sinonimi
- Coreodrassus coreanus Paik, 1984; posta in sinonimia con C. lancearius (Simon, 1893) a seguito di un lavoro degli aracnologi Song, Zhu & Chen del 1999[1].
- Coreodrassus potanini (Schenkel, 1963); trasferita qui dal genere Drassodes e posta in sinonimia con Coreodrassus lancearius (Simon, 1893) a seguito di un lavoro degli aracnologi Song, Zhu & Chen del 1999[1].